# Åggelby svenska samskola
Åggelby svenska samskola, smeknamn Ågeli var ett svenskspråkigt privat läroverk som verkade år 1912–1977 i Åggelby i Helsingfors.

## Historia
Åggelby svenska samskola grundades redan år 1911, på privat initiativ. Initiativet drevs främst av handelsman Otto Brandt och överste Sigfrid Colliander. De lät bilda en skolförening som fick i uppdrag att söka officiellt tillstånd för skolan. Den 24 januari 1912 erhöll skolan officiellt tillstånd av den kejserliga senaten för att påbörja verksamheten.
Skolan verkade till en början i övre våningen av handlanden Otto Brandts villa. Det första året hade skolan 12 elever och ett klassrum, ett lärarrum och en tambur till sitt förfogande. Då skolan fick fler klasser blev det för trångt och år 1914 flyttade den till Villa Central på Mickelsvägen 4. Där hyrde Åggelby svenska samskola tre rum, tambur och kök. År 1916 köpte Svensk Förening i Åggelby det hyrda skolhuset och omkring en halv hektars tomt.
Fru Anna Lundström verkade som skolans föreståndarinna mellan 1911 och 1919. Hon har också betraktats som skolans grundläggare och hade enorm betydelse för skolan och dess utveckling de åtta första åren. I början hade skolan fem klasser, men år 1925 fick den tillstånd att öka antalet till åtta. År 1927 fick skolan rätt att ge studentbetyg. Gymnasiet hade två linjer, en som fokuserade på matematik och naturvetenskaper och en humanistisk där fokus låg på historia och litteratur.
År 1930 byggdes det gamla trähuset om så att skolan kunde få fler klassrum samt en gymnastik- och festsal. Elevantalet ökade under efterkrigsåren och som mest hade skolan 511 elever. Det stora årskullarna ledde till att skolan behövde mer utrymme. År 1958 fick den gamla skolbyggnaden en ny flygel, ritad av arkitekt Claus Tandefelt. I och med nybygget fick skolan en ny fest- och gymnastiksal med tvätt- och duschrum och den gamla festsalen byggdes om till klassrum och rymligare matsal. Skolan led ändå fortfarande av utrymmesbrist och år 1963 färdigställdes ytterligare en flygel.
Den 15 mars 1969 blev skolans äldsta del totalförstörd i en häftig eldsvåda som antogs ha varit anlagd. Rektorskansliet med skolans och Svensk Förenings arkiv, skolans hela bibliotek och alla apparater förstördes i eldsvådan. Dessutom förlorade skolans vaktmästare och städerskor alla sina ägodelar. Den gamla byggnaden ersattes av en ny tillbyggnad. 
Skolan hade det ekonomiskt svårt, också före eldsvådan. Elevantalet sjönk, delvis för att Vanda stad hade fått ett svenskt gymnasium och högstadieskola i den gamla kyrkbyn. År 1977, då grundskolereformen genomfördes i Finland, var antalet elever nere i 170. Svensk Förening kämpade tappert för skolans existens men verksamheten upphörde år 1977, efter 65 år. Skolan fortsatte som Åshöjdens gymnasium.
Skolan ägdes av Åggelby Skolförening 1911-1914  och av Svensk förening i Åggelby 1914-1977.
Skolan hade en konventstidning vid namnet Noctiluca.

## Elevantal
| Läsår   | Lärare | Elever | Studenter |
| 1913/14 | 5      | 34     | -         |
| 1920/21 | 11     | 99     | -         |
| 1930/31 | 17     | 160    | 7         |
| 1938/39 | 16     | 197    | 5         |
| 1950/51 | 19     | 239    | 7         |
| 1960/61 | 23     | 494    | 17        |
| 1970/71 | 21     | 274    | 32        |

## Rektorer
- Anna Lundström 1911-1919
- Anni Brandt-Waren 1919-1920
- Maria Hartell 1920-1921
- Walter Kranck  1921-1924
- Karl Bruhn 1924-1933
- Lennart Simons 1933-1941
- Hjalmar Blomqvist 1941-1970
- Seidi Wasz 1970-1973
- Stina Ringbom 1973-1977

## Kända alumner
- Jacob Söderman, politiker
- Peter Ekblom, läkare
- Felix Björklund, företagsledare
- Tuva Korsström, journalist
- Märta Lindholm, gymnastiklärare
- Tapio Hiisivaara, journalist, författare och översättare
- Kai Simons, läkare
- Marika Tandefelt, språkforskare
- John Westerholm, geograf
- Eivor Sommardahl, myndighetsspråkvårdare